# 一氟三氯乙烷
一氟三氯乙烷共有以下异构体：
- 1-氟-1,1,2-三氯乙烷（義大利語：1,1,2-tricloro-1-fluoroetano），CAS号：811-95-0
- 1-氟-2,2,2-三氯乙烷，CAS号：2366-36-1
- 1-氟-1,2,2-三氯乙烷，混合CAS号：359-28-4

|  | 这个同类索引页列出了具有相同或相似标题的化学条目。 除非您是有意链接至本页，否则应将相应条目的内部链接指向正确的条目。 |